# Grzybowo (Ryn)
Grzybowo est un village polonais de la voïvodie de Varmie-Mazurie, dans le powiat de Giżycko.